# Yorkshire Day
Le Yorkshire Day est une fête célébrée chaque 1er août depuis 1975 afin de promouvoir le comté traditionnel du Yorkshire, en Angleterre. La fête a été instituée par la Yorkshire Ridings Society (la Société des Circonscriptions du Yorkshire) en tant que "mouvement de résistance contre le Local Government Act 1972". 
Le 1er août 1834, le Slavery Abolition Act 1833 a été adopté, pendant l'empire britannique. William Wilberforce, un député du Yorkshire, fit campagne en faveur de son émancipation,.
La fête a déjà été célébrée par le Light Infantry, successeurs au King's Own Yorkshire Light Infantry, comme le Minden Day, à la suite de la bataille de Minden. Avec cinq autres régiments d'infanterie de l'armée britannique, une rose peut être mise dans la coiffure. Dans le cas du Light Infantry, la rose est blanche. 
La fête a officiellement été observée pour la première fois en 1985, lorsque les autorités du conseil municipal acceptèrent d'animer une célébration civile commune à York. Accompagnée de lord-maires, maires, ainsi que d'autres chefs civiques, elle fut répétée chaque année dans une nouvelle ville. 

## Éditions
| Année | Ville                       |
| ----- | --------------------------- |
| 1985  | York                        |
| 1986  | Ripon                       |
| 1987  | Wakefield                   |
| 1988  | Wakefield                   |
| 1989  | Whitby                      |
| 1990  | Skipton                     |
| 1991  | Rotherham                   |
| 1992  | Richmond                    |
| 1993  | Leeds                       |
| 1994  | Doncaster                   |
| 1995  | Barnsley                    |
| 1996  | Todmorden                   |
| 1997  | Bradford                    |
| 1998  | Huddersfield                |
| 1999  | Kingston upon Hull          |
| 2000  | York                        |
| 2001  | Wakefield                   |
| 2003  | Halifax                     |
| 2004  | Leeds                       |
| 2005  | Bradford                    |
| 2006  | Penistone                   |
| 2007  | Kingston upon Hull          |
| 2008  | Redcar                      |
| 2009  | Malton                      |
| 2010  | Hedon                       |
| 2011  | Wakefield                   |
| 2012  | Scarborough                 |
| 2013  | Skipton                     |
| 2014  | South Kirkby and Moorthorpe |
| 2015  | Doncaster                   |
| 2016  | Halifax                     |
| 2017  | Sheffield                   |
| 2018  | Ripon                       |
| 2019  | Whitby                      |
| 2022  | Keighley                    |
| 2023  | Rotherham                   |
| 2024  | York                        |

Les villes de Saltburn-by-the-Sea, Guisborough, et Saddleworth accueillirent également le Yorkshire Day. En raison des restrictions liées à la pandémie du COVID-19, l'édition 2020 fut annulée. L'année suivante, en 2021, les célébrations du Yorkshire Day eurent lieu en ligne. 
Des événements similaires furent promus par les Friends of Real Lancashire (le 27 novembre, fêté depuis 1996), ainsi que la Huntingdonshire Society (le 25 avril, célébré depuis 2002) afin de promouvoir leurs comtés. 
Lors du Yorkshire Day, les membres de la société lisent une "Déclaration d'Intégrité" :
« I, [Name], being a resident of the [West/North/East] Riding of Yorkshire [or City of York] declare:  That Yorkshire is three Ridings and the City of York, with these Boundaries of [Current Year minus 875, so for 2025, 1150] years' standing; That the address of all places in these Ridings is Yorkshire; That all persons born therein or resident therein and loyal to the Ridings are Yorkshiremen and women; That any person or corporate body which deliberately ignores or denies the aforementioned shall forfeit all claim to Yorkshire status.  These declarations made this Yorkshire Day [Year]. God Save the King! » (« Moi, [Nom], résidant dans la circonscription [Ouest/Nord/Est] du Yorkshire [ou la ville d'York], déclare : que le Yorkshire comprend trois circonscriptions et la ville d'York, dont les limites ont [année en cours moins 875, soit, pour 2025, 1150] ans ; que l'adresse de tous les lieux de ces circonscriptions est le Yorkshire ; que toutes les personnes qui y sont nées ou qui y résident et qui sont fidèles à ces circonscriptions sont des Yorkshiremen et des Yorkshirewomen ; que toute personne physique ou morale qui ignore ou nie délibérément ce qui précède perdra tout droit au statut de Yorkshire. Ces déclarations ont été faites en ce jour du Yorkshire [Année]. Que Dieu sauve le Roi ! »)
A York, la Déclaration est réalisée quatre fois par la Yorkshire Ridings Society, une fois pour chaque Circonscription et une fois pour la ville d'York. Les traditionnelles limites des Trois Circonscriptions courent jusqu'aux anciens remparts d'York, donc en traitant à partir de trois des barres (loges) la Société peut réaliser la Déclaration dans chaque Circonscription, suivie par la lecture de la Déclaration au sein d'une quatrième barre dans la Ville.

## Réactions
La fête reçut quelques critiques :
« Despite the serious underlying purpose and money-raising activities for charity, some Yorkshire people worry that it has become a media and marketing jamboree, perpetuating stereotypes of whippets, black puddings and flat caps. "We have to be careful not to overdo it, but regional distinctiveness adds colour. I'm against a grey uniformity spreading over everything, which is the way the world is going," says Arnold Kellett from the Yorkshire Dialect Society. » (« Malgré l'objectif sérieux sous-jacent ainsi que les activités permettant de générer de l'argent pour les associations caritatives, certains habitants du Yorkshire s'inquiètent qu'elle soit devenue médiatique et une fête marketing, perpétuant les stéréotypes des whippets, des boudins noirs et des casquettes. "Nous devons faire attention à ne pas en faire de trop, mais la spécificité régionale ajoute la couleur. Je suis contre une uniformité grise qui se répandrait sur toute chose, et vers où le monde se tourne" déclare Arnold Kellett de la Yorkshire Dialect Society. »)
À ses débuts, la fête ne fut pas reconnue à grande échelle. Un éditorial du Times datant de 1991 révèle :
« Today is Yorkshire Day. Not many people know that, as a very non-Yorkshire person likes to say, and probably not many Yorkshiremen either know or care. It is almost as artificial as Father's Day, which, as all thrifty northerners know, was created to sell more greetings cards » (« Aujourd'hui, nous célébrons le Yorkshire Day. Peu de personnes le savent, tel un individu ne venant pas du Yorkshire aime le dire, et probablement que peu de Yorkshiremen le savent ou s'en préoccupe. Il s'agit presque d'un événement similaire à la Fête des pères, qui, comme tous les Nordistes économes le savent, a été créé afin de vendre davantage de cartes de vœux. »)